# Compare Orso
Compare Orso (in originale Br'er Bear, in italiano anche conosciuto come Sor Orso) è un personaggio fittizio dei Le Storie dello zio Remo (Uncle Remus nell'originale) adattati e pubblicati da Joel Chandler Harris.

## Versione Disney

Compare Orso nella versione Disney

Compare Orso è uno dei cattivi delle sequenze animate del film Disney del 1946 I racconti dello zio Tom; il personaggio venne doppiato in originale da Nick Stewart. Compare Orso è uno dei nemici di Fratel Coniglietto e spesso si allea con Compar Volpone per tendergli delle trappole e tentare di mangiarlo; purtroppo per lui è stupido e violento quando è provocato, e queste sue caratteristiche spesso permettono a Fratel Coniglietto di prendersi gioco di lui e scappare. A differenza delle prime illustrazioni del personaggio realizzate da Frederick S. Church, A. B. Frost, e  E. W. Kemble, gli animatori Disney disegnarono Compare Orso in un modo più cartoonesco.
Compare Orso fa anche delle apparizioni cameo in due altri film.  In Chi ha incastrato Roger Rabbit, era uno dei cartoni animati nella scena finale de Il re leone 3 - Hakuna Matata, tra la folla di personaggi Disney andati al cinema per guardare il film. È apparso anche in un episodio di Bonkers gatto combinaguai e in House of Mouse - Il Topoclub.

## Fumetti Disney
Compare Orso appare anche nelle tavole domenicali di Fratel Coniglietto (prodotte dalla Disney e pubblicate nei quotidiani statunitensi) e in varie storie a fumetti Disney pubblicate nei comics della Western Publishing; per lo più appare nelle storie di Fratel Coniglietto, in cui si allea con Compar Volpone per tentare di catturare e mangiare invano Fratel Coniglietto, ma alcune volte fa anche apparizioni in altre serie (per esempio in alcune storie di Lupetto).
A partire dal 2021 tutti i personaggi comparsi nel film I racconti dello zio Tom sono stati banditi dalla Disney a causa della natura controversa del suddetto lungometraggio. Il loro utilizzo è stato proibito in tutte le storie, comprese quelle degli altri personaggi Disney come Ezechiele Lupo (dove compariva spesso Compare Orso). Il bando si estende anche alle ristampe: una storia di Carl Barks con protagonista Nonna Papera, The Flying Farm Hand, è stata omessa dalla ristampa del volume 21 della The Complete Carl Barks Disney Library per via della presenza di Compare Volpe (la storia era presente nella prima edizione datata 2019). La Disney ha provveduto a rimuovere i personaggi del lungometraggio anche dalle attrazioni dei parchi di divertimento (come la Splash Mountain).